# 亨頓 (伊利諾伊州)
亨頓（英語：Henton）是位於美國伊利諾伊州謝爾比縣的一個非建制地區。該地的面積和人口皆未知。

## 地理
亨頓的座標為39°27′49″N 88°54′16″W / 39.46361°N 88.90444°W，而該地的平均海拔高度為189米（即620英尺）。